# Jim Courtright
Jim Courtright, född 16 december 1914, död 21 februari 2003, var en friidrottare från Kanada. Han deltog vid olympiska sommarspelen 1936.